# Hernet
Hernet est le nom d'un prince égyptien de la IVe dynastie, fils du roi Djédefrê, connu grâce à une statue, trouvée à Abou Rawash, le représentant avec sa femme.

## Hernet, prince de laIVedynastie
Hernet était un fils du roi Djédefrê. Il a vécu et travaillé pendant la IVe dynastie mais sa vie privée est inconnue et les noms des membres de sa propre famille, excepté celui de son père, sont perdus. Sa mère est quant à elle inconnue, mais il s'agit sans nul doute de l'une des épouses du roi Djédefrê, peut-être Hétep-Hérès II ou Khentetenka.
Des membres de la fratrie du prince sont connus. Il a en tant que frères ou demi-frères les princes Setka, Baka, et peut-être Nykaou-Djédefrê, et en tant que sœurs ou demi-sœurs les princesses Hétep-Hérès III et Néferhétepès.